# Plâncton

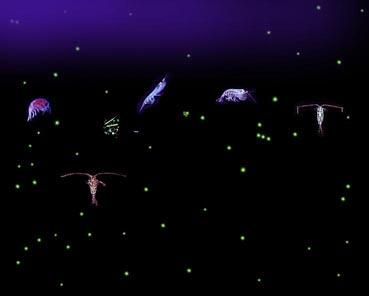
Fotomontagem com organismos pertencentes ao plâncton

Chama-se plâncton (do grego πλαγκτός , transl. plagktós, ‘errantes’) ao conjunto de organismos que não têm movimentos suficientes para contrariar as correntes, apesar de muitos terem movimentos, principalmente verticais pela coluna de água. O plâncton distingue-se do nécton, termo que designa todos os nadadores ativos, e do nêuston, organismos que vivem na interface ou no limite com o ar, isto é, na superfície.
Portanto, plâncton refere-se aos organismos que vivem em suspensão na água; bentos refere-se aos organismos que vivem no fundo dos ecossistemas aquáticos  e édafon refere-se à vida animal e vegetal que habitam o solo.
O plâncton encontra-se na base da cadeia alimentar dos ecossistemas aquáticos, uma vez que serve de alimentação a organismos maiores (planctonófagos).
Em biologia marinha e limnologia, chama-se cretácios (da palavra grega cretaci, que significa ser pequeno) ao conjunto dos organismos que têm pouco poder de locomoção e vivem livremente na coluna de água (pelágicos), sendo muitas vezes arrastados pelas correntes oceânicas.

## Resumo histórico
No final do século XIV, o biólogo alemão Johannes Müller, em uma expedição oceanográfica, resolveu passar uma rede fina de seda pela superfície do mar, para capturar as substâncias em suspensão. Ele encontrou uma comunidade totalmente desconhecida, composta de inúmeros organismos vegetais e animais. Entretanto, quem primeiramente empregou o termo plâncton foi o biólogo também alemão Victor Hensen, em 1887. Ele definiu esses organismos como todas as partículas orgânicas "que flutuam livres e involuntariamente pelos corpos d'água, independentes da costa e do fundo".

## Classificação do plâncton
O plâncton é geralmente subdividido em:
- Fitoplâncton - formado principalmente por algas microscópicas;
- Ictioplâncton - formado por formas larvares ou juvenis do nécton com pouca locomotividade;
- Zooplâncton - formado por organismos do Reino Protista e também outros microrganismos do Reino Animal, como Crustáceos por exemplo.

### Zooplâncton
É representado por organismos heterotróficos. São representados por protozoários, microcrustáceos  e larvas de diversos animais, como peixes e moluscos.
O zooplâncton pode ser dividido em dois principais grupos:
1. Holoplâncton - Que é composto por aqueles animais que passam toda a sua vida no plâncton; no plâncton marinho os principais componentes do holoplâncton são os copépodos (ver ilustração semelhante a um camarão) que podem ter os mais variados hábitos alimentares, desde herbívoros até carnívoros ou detritívoros; os quetognatos, que são organismos exclusivamente planctônicos; as apendiculárias.
2. Meroplâncton - É o plâncton composto por animais que passam apenas uma fase (geralmente a larval) de sua vida ao sabor das correntes. As larvas podem vir a fazer parte do nécton (no caso das larvas de peixes) ou do bentos (como a maioria das larvas meroplanctônicas). Os principais componentes de larvas meroplânctonicas que irão para o Bentos são: As larvas de cirripedia (grupo mais abundante do zôoplancton marinho depois dos copépodos), as larvas de Polychaeta (também existem as Polychaetas holoplanctônicas), as larvas de  moluscos, sendo muito comuns as de bivalves e muito raras as larvas de octópodos e de sépia, as larvas de decapodas (principalmente camarões e caranguejos) as larvas de equinodermos, sendo as mais comuns as de ouriços, seguidas pelas de Estrelas-do-mar, as larvas de briozoários (Bryozoa) e ocasionais larvas de anêmonas.

### Fitoplâncton
O Fitoplâncton é presente nas massas d'água oceânicas de forma esparsa, em muito menor concentração do que na água perto da costa. O motivo é basicamente a menor quantidade de nutrientes presente nas águas oceânicas, as águas costeiras são muito mais ricas em nutrientes pois o fluxo de nutrientes vindo dos rios enriquece em nitratos, fosfatos e outros sais minerais que ausentes limitam o desenvolvimento da biomassa vegetal fitoplânctonica.
O Fitoplâncton ocorre desde a superfície até à camada de compensação, nas águas oceânicas limpidas esta pode chegar a mais de 10 metros de profundidade. A camada de compensação é aquela em que o vegetal consegue fazer fotossíntese somente o suficiente para se manter vivo, para a manutenção de seus processos metabólicos. A partir desta camada o vegetal consome mais energia do que produz e acaba morrendo por inanição.
A produção fitoplanctônica é responsável pela alimentação e sustento de todas as comunidades oceânicas, bem como pela produção da maioria do oxigênio da atmosfera. Pode dizer-se que é a base da teia alimentar aquática.

## Ecologia do plâncton marinho
De acordo com a proximidade de costões rochosos ou de substratos há uma maior composição de meroplâncton, sendo o plâncton oceânico composto basicamente pelo holoplâncton, exceto pelas larvas de peixes que são comuns em alto mar. Por não haver substrato aonde possa se fixar o zôoplancton meroplânctonico do bentos não é representado nas regiões oceânicas, sendo exclusivamente encontrado perto do continente ou de ilhas oceânicas.

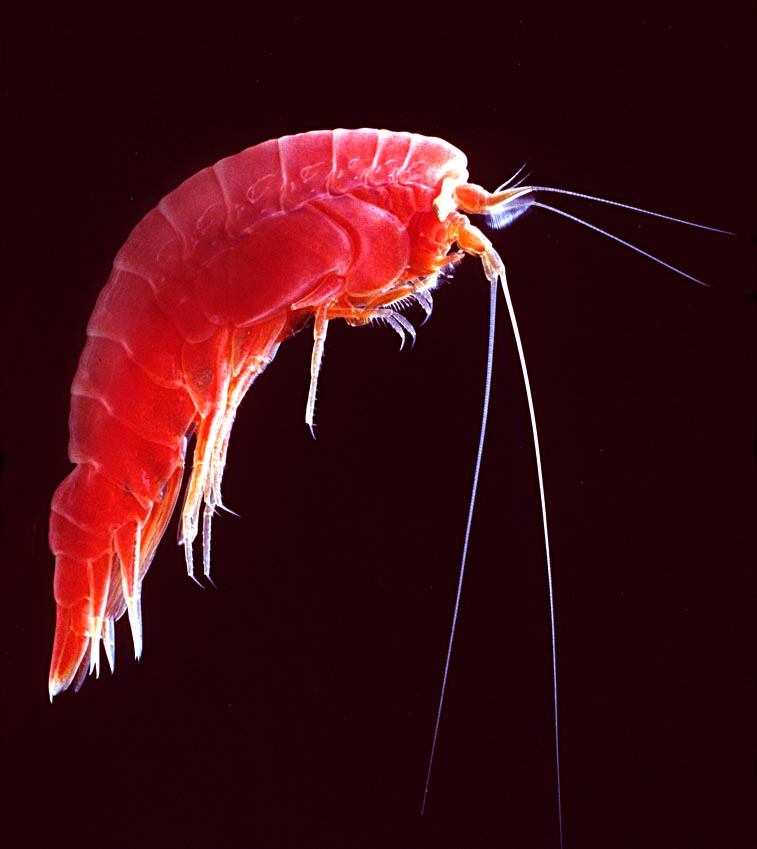
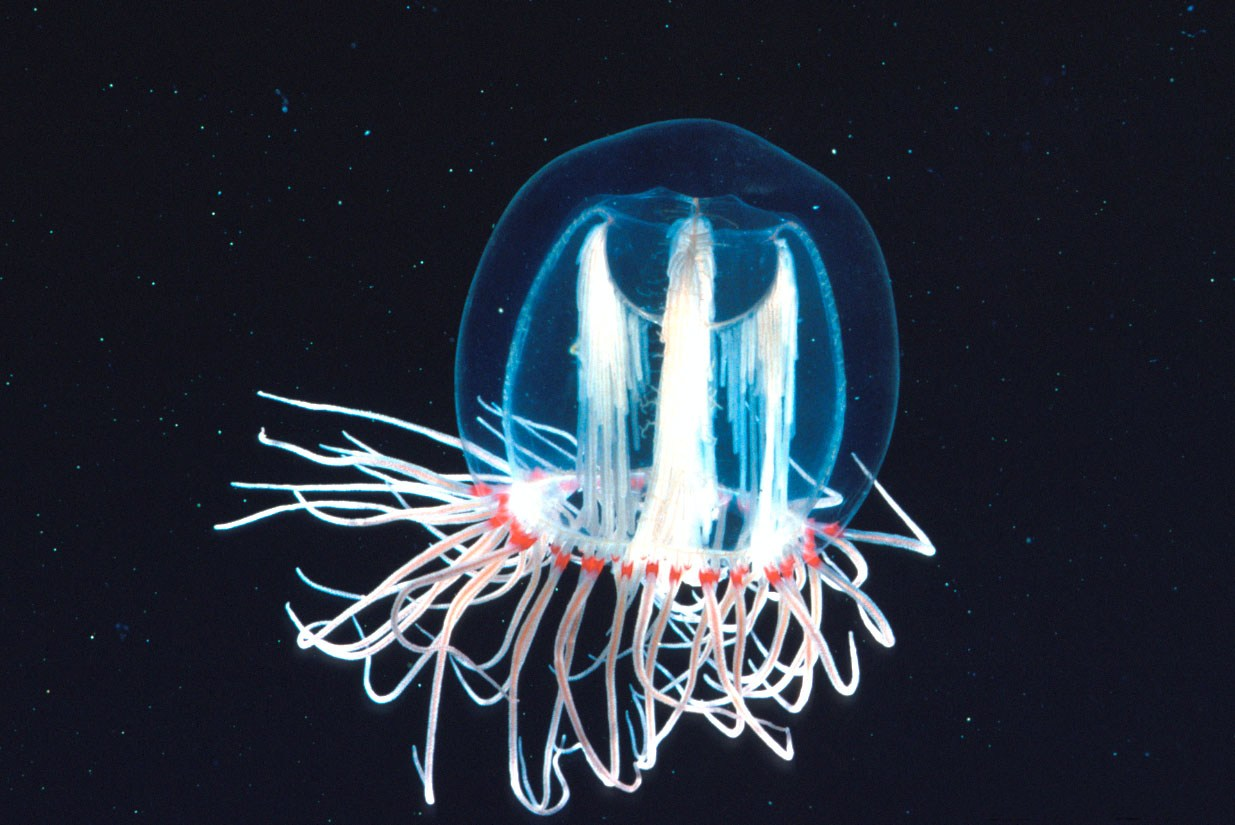
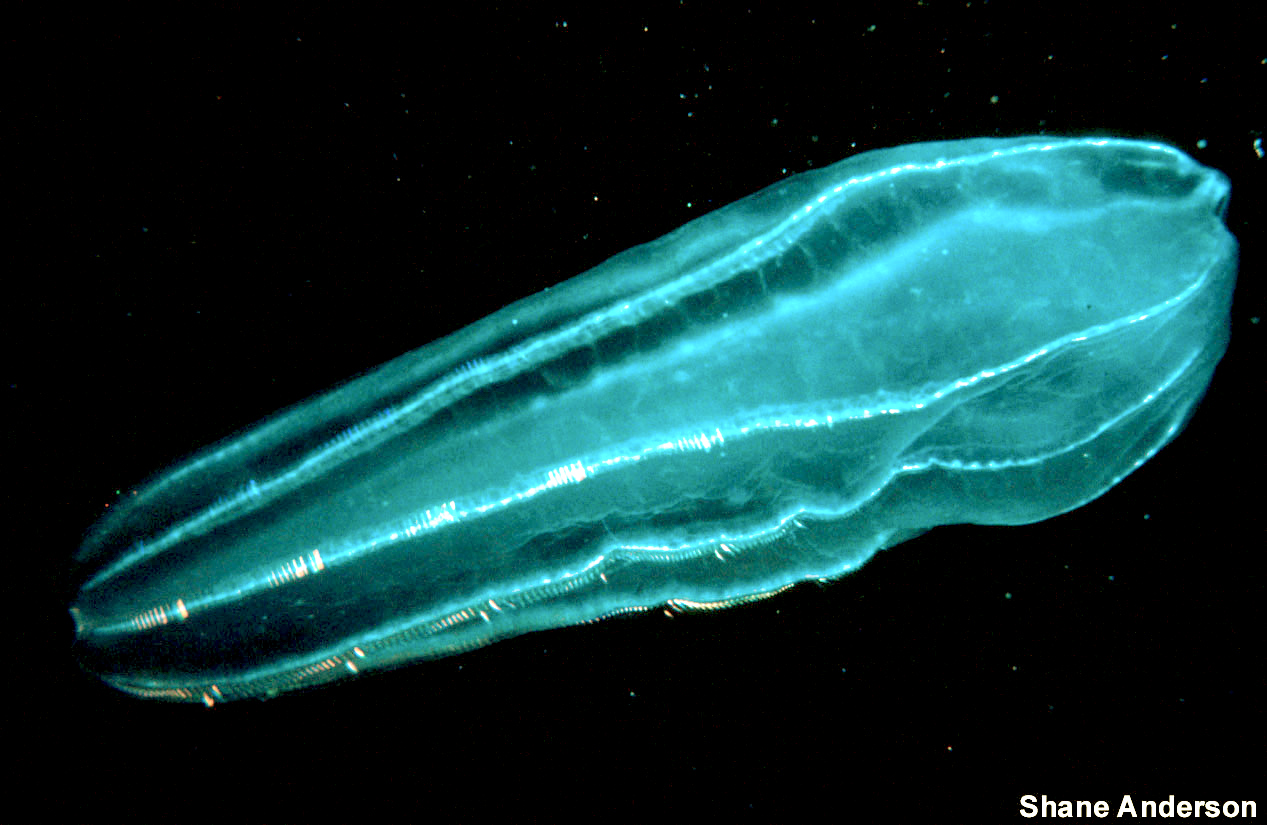